# Aeroporto di Arrabury
L'Aeroporto di Arrabury (IATA: AAB, ICAO: YARY) è un aeroporto australiano situato nell'Outback del Queensland sudoccidentale, in pieno deserto di Simpson.
Più che un aeroporto è in realtà una striscia di terra battuta senza alcuna struttura di supporto posta all'altitudine di 102 m/334 ft sopra il livello del mare, con orientamento 16/34 e lunga 1 144 m (3 753 ft) e fondo in terra battuta.
La designazione dell'aeroporto si riferisce al toponimo Arrabury sia per l'omonima fattoria (homestead), situata a circa 6 km a sud sudest in linea d'aria, che per la Planet Arrabury Road, la via di comunicazione che attraversa la zona e che, sempre in quella zona, costeggia il confine con lo stato dell'Australia Meridionale.